# 沃尔弗施文达
沃尔弗施文达（德語：Wolferschwenda，發音：[ˈvɔlfɐˌʃvɛnda]）是德国图林根州基夫霍伊瑟县曾经的一个市镇，面积4.27平方千米，2019年9月30日人口为136人。2021年1月1日，沃尔弗施文达与市镇格罗森埃里希并入市镇格罗伊森。